# Karl Trimborn

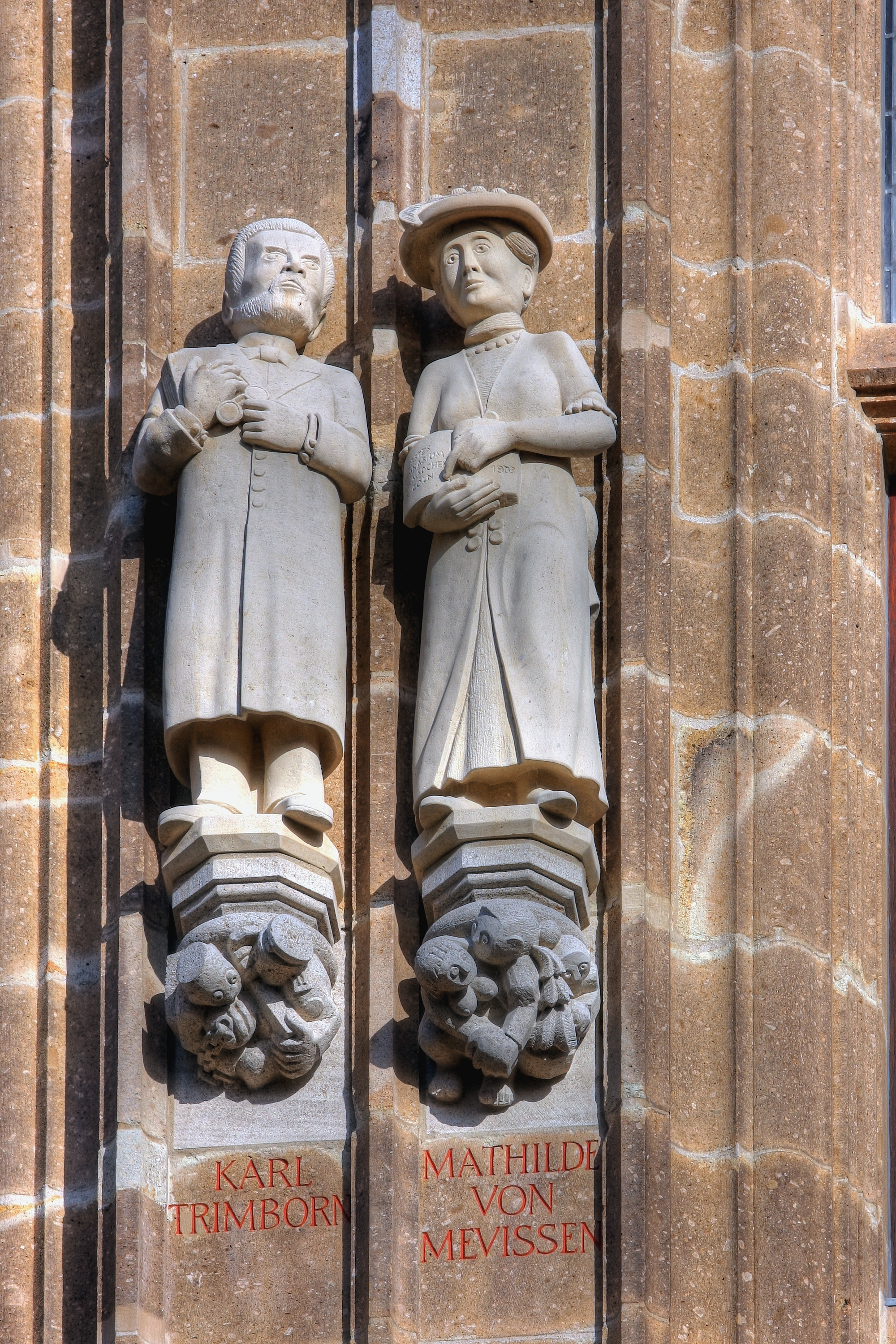
Karl Trimborn, staty på Kölns rådhus (till vänster).

Karl Trimborn, född 2 december 1854 i Köln, död 25 juli 1921 i Bonn, var en tysk politiker. 
Trimborn blev 1887 referendarie och slog sig 1891 ned i Köln som advokat. År 1896 valdes han till ledamot av tyska riksdagen och preussiska deputeradekammaren och gjorde sig där snart bemärkt som en bland Centrumpartiets mest dugande talare, särskilt i juridiska och socialpolitiska frågor. 
Under senare år var Trimborn Centrumpartiets ledande man i Rhenlandet. Han var under tyska ockupationen av Belgien från 1915 till juli 1917 föredragande vid generalguvernementet i Bryssel för vetenskap, konst- och skolfrågor samt uppges därunder energiskt ha verkat för det belgiska skolväsendets utveckling. I oktober 1918 blev Trimborn riksinrikesminister i Tysklands första parlamentariska ministär (under ledning av Max av Baden), men avgick redan i samband med novemberrevolutionen samma år. Sommaren 1919 uppträdde han med stor energi mot utropandet under fransk inspiration av en från Preussen skild rhenländsk republik.